# Golem (banda)
Golem es un grupo de pop rock procedente de Chile, formado en 1999. Forjado inicialmente en breves presentaciones en festivales de bandas y sin un historial de actuaciones previas a lanzar su disco debut, fue rápidamente haciéndose de un nombre y respeto en la escena. Golem es un insigne representante del rock melancólico, un concepto que han hecho suyo para transmitir la melancolía, la nostalgia y la esperanza en su música y textos.
El nombre de la banda proviene del mito judío del Golem, que da cuenta sobre un ente de arcilla que toma vida propia mediante palabras mágicas; y justamente es esa la analogía que el trío atañe a su nombre: las sensaciones y sentimientos que su música produce, dando vida a la banda sonora ideal para el amor y la esperanza.

## Historia
Iniciados desde adolescentes en el Instituto Nacional, Golem comienza a dar sus pasos como banda formada completamente por hombres en 1999 (en ese entonces Erick Albarrán en la batería, tiempo después fue reemplazado por Olivia Alarcón, hija de Florcita Motuda). Ese mismo año tocaron en el Estadio Víctor Jara, en el marco del Festival Balmaceda 1215, misma instancia en la que volverían en 2002, esta vez presentándose en Estación Mapocho. Meses más tarde, también participaron en el festival de bandas organizado por la Universidad Vicente Pérez Rosales. En todos ellos obtuvieron parte de las primeras posiciones.
En 2003, el trío logró un cupo en la segunda convocatoria organizada por Sello Azul para editar producciones de nuevas bandas chilenas en el mercado local. Como resultado, su disco debut homónimo, compuesto, interpretado, registrado y producido de manera íntegra por ellos mismos se publicó a finales de ese año.
En 2004 Golem tuvo más de setenta presentaciones, un hito para una banda nueva chilena que sólo sería sobrepasado por Mal de Chagas, de la misma discográfica. Ese mismo año, recibieron destacadas menciones como “Banda Revelación” en los medios Revista Play y ABT Televisión (actual TVO) con sus NDJ Awards. El 2004 cerró como un gran año para la banda, y fueron invitados a las Raras Tocatas Nuevas de la radio Rock & Pop. Continuaron con su propuesta de letras dolientes y música introspectiva, un sello propio que proporciona aire fresco a la escena local.
En 2005, tras haber recorrido los más importantes escenarios de la capital y de las regiones, y con exitosos tres singles al aire —que lograron una amplia rotación en el circuito radial y televisivo chileno— el bajista de Lucybell, Eduardo Cáces, les apadrinó junto a Felipe Silva, ingeniero en sonido de la misma banda, para producir su sencillo Detén el tiempo, que logró rotación en numerosas radios de Chile y Latinoamérica. Ese mismo año, la productora audiovisual Roos Film musicalizó las series licenciadas de Sony Pictures: Bienvenida realidad, Tiempo final y Urgencias, e incluyó diez de los trece temas del debut, mientras que Musicavisión utilizó dos canciones para su exitosa telenovela 17.
El 2006 representó una pausa en la ascendente carrera de Golem debido al accidente sufrido el 6 de diciembre de 2005 junto a los grupos Saiko y Boomer, cuando tras volver de una presentación en Temuco, en el sur de Chile, su bus se accidentó en el Puente Maipo en las afueras de Santiago. A consecuencia de este incidente, falleció un técnico de los grupos, mientras Olivia Alarcón, baterista de Golem, no pudo tocar durante meses.
En 2011, debido a que a Rodrigo se le da la oportunidad de ir a estudiar a Australia, Golem comunica que se tomará un receso indefinido. El día 18 de enero, en la sala SCD del Mall Plaza Vespucio, la banda realiza su único concierto de despedida para sus fanáticos, donde tienen invitados especiales y rememoran prácticamente todo su repertorio.

## Integrantes
- Rodrigo Quiroga Provoste: voces, guitarra principal
- Manuel Burgos Zúñiga: bajo, voces
- Olivia Alarcón Pérez: guitarra rítmica, coros
- Marco Soto Vidal: batería

Exintegrantes
- Erick Albarrán: batería

## Discografía
| Año  | Título           | Discográfica  |
| ---- | ---------------- | ------------- |
| 2003 | Golem            | Sello Azul    |
| 2005 | Unplugged        | Bonkó Agencia |
| 2005 | Golem re-edición | Sello Azul    |
| 2007 | Pausa            | Oveja Negra   |

## Videografía
| Año  | Título               | Álbum            | Director           |
| ---- | -------------------- | ---------------- | ------------------ |
| 2003 | Fiel                 | Golem            | Felipe Sepúlveda   |
| 2004 | No llores            | Golem            | Andrea Reveco      |
| 2004 | Creer                | Golem            | Oveja Negra Medios |
| 2005 | Detén el tiempo 2005 | Golem re-edición | Esteban Vidal      |
| 2005 | Si no estás          | Golem re-edición | Carlos Toro        |
| 2006 | Fiel (en vivo)       | Golem re-edición | Carlos González    |
| 2007 | Lejos de aquí        | Pausa            | Esteban Vidal      |